# Alfred Poell (baryton)
Pour l’article homonyme, voir Alfred Poell (peintre).
Alfred Poell, né le 18 mars 1900 à Linz et mort le 30 janvier 1968 à Vienne, est un chanteur d'opéra baryton autrichien.

## Biographie
Né à Linz en Autriche, il est le fils du peintre Alfred Poell. Il étudie la médecine à l'Université d'Innsbruck où il obtient son doctorat, se spécialise dans le domaine de la gorge et du larynx, puis se tourne vers la musique et étudie à l'Académie de musique et des arts du spectacle de Vienne. Il fait ses débuts à l'opéra à Düsseldorf en Allemagne en 1929.

## Discographie
- Richard Strauss, Lieder, avec Anny Felbermayer, Viktor Graef (piano)
- Jean-Sébastien Bach, Messe en si mineur, Elisabeth Schwarzkopf, Kathleen Ferrier, Walther Ludwig, Paul Schöffler. Karajan 15/6/1950 Musikverein
- Carl Maria von Weber,	Der Freischütz, Philharmonique de Berlin, 1954

## Filmographie
- 1956 : Fidelio de Walter Felsenstein : voix de Don Fernando